# Gerda Maurus
Gerda Maurus, née le 25 août 1903 à Breitenfurt bei Wien (Autriche-Hongrie à l'époque) et morte le 31 juillet 1968 à Düsseldorf (Allemagne de l'Ouest), est une actrice autrichienne, d'ascendance croate.

## Biographie
Gerda Maurus était une actrice autrichienne qui travailla au théâtre à Munich et à Nuremberg dans les années 1910. À la fin des années vingt, alors qu'elle était au Deutsches Theater de Berlin elle est découverte par Fritz Lang et elle a une liaison avec lui pendant le tournage du film Les Espions en 1928, ce qui provoqua le divorce du réalisateur avec Thea von Harbou. En 1937, Gerda Maurus se maria avec le réalisateur Robert A. Stemmle. Pendant le régime nazi, elle fréquenta le salon de Joseph Goebbels.

## Filmographie
- 1928 : Les Espions (Spione) : Sonya Baranilkowa
- 1929 : La Femme sur la Lune (Frau im Mond) : Stud. astr. Friede Velten
- 1929 : Trahison : Vera
- 1930 : Der Schuß im Tonfilmatelier : Filmdiva
- 1931 : Die Fremde
- 1931 : Täter gesucht : Vera Lychner, Tochter
- 1931 : Seitensprünge : Annemarie Burkhardt, seine Frau
- 1931 : Schachmatt : Charlotte Breda, seine Verlobte
- 1931 : Hilfe! Überfall : Irene Matthes, seine Nichte
- 1931 : Casse-cou (Der Draufgänger) : Gloria
- 1932 : Der weiße Dämon : Gerda Gildemeister
- 1932 : Tod über Shanghai
- 1933 : Der Doppelgänger
- 1933 : Unsichtbare Gegner de Rudolph Cartier : Sybil Herford
- 1934 : Ein Mädchen mit Prokura (en) : Thea Iken, Prokuristin
- 1935 : Der Kosak und die Nachtigall : Sonja Lubinskaja, called 'B27'
- 1936 : Der Dschungel ruft
- 1936 : Arzt aus Leidenschaft : Schwester Hilde
- 1937 : Daphne und der Diplomat : Maria Ami
- 1939 : Grenzfeuer
- 1939 : Prinzessin Sissy : Ludovika von Bayern
- 1940 : Die Gute Sieben : Elfriede Flor- Huber, Bernds geschiedene Frau
- 1949 : Die Freunde meiner Frau
- 1954 : Die Kleine Stadt will schlafen gehen
- 1961 : Wir sind noch einmal davongekommen (TV) : Mrs. Antrobus
- 1962 : Vor Sonnenuntergang (TV) : Frau Peters